# Крімпен-ан-ден-Ейссел
Крімпен-ан-ден-Ейссел (нід. Krimpen aan den IJssel) — муніципалітет у Нідерландах, у провінції Південна Голландія.

## Населення
Станом на 31 січня 2022 року населення муніципалітету становило 29425 осіб. Виходячи з площі муніципалітету 7,69 кв. км., станом на 31 січня 2022 року густота населення становила 3.826  осіб/кв. км.
За даними на 1 січня 2020 року 16,6%  мешканців муніципалітету мають емігрантське походження, у тому числі 7,5%  походили із західних країн, та 9,1%  — інших країн.